# Розалия (светица)
Св. Розалия (на италиански: Santa Rosalia; е родена през 1130 г., починала около 1166 г.) – католическа светица, отшелница, покровителка на град Палермо и на цяла Сицилия.

## Биография
Практически единственият източник за живота на светицата е нейното средновековно житие. Според него, Розалия е родена през 1130 г. в богато и благородно норманско семейство. Баща и, лорд Синибалд е един от преките потомци на Карл Велики. На 18 години тя е представена в двора на Рожер II, обаче Розалия, която е много набожно момиче, решава да стане отшелница и се установява в една пещера на склона на планината, близо до Палермо. Тя умира около 1166 г. (назовават се също така и дати, на 1160 и 1156) г.

## Почитане
През 1624 г. Палермо е заплашено от епидемия от чума. Според легендата св. Розалия се явява като видение пред болна жена, а по-късно пред ловец, на когото посочва мястото, където се намират нейните мощи и иска да се преместят в Палермо. Мощите на светицата са пренесени в градската катедрала, придружени с тържествено шествието. След това болестта намалява и бързо отстъпва от града.
Св. Розалия е провъзгласена за покровителка на Палермо. Над пещерата, където според легендата е живяла и където са открити нейните останки е построен санктуарий.
Официално е канонизирана през 1630 г. от папа Урбан VIII.
Паметта на светицата се празнува в Католическата църква на 4 септември (традиционно считана за дата на нейната смърт). Освен това, Сицилия, има местна традиция в честването на 15 юли – денят на пренасяне на мощите на света Розалия. В Палермо на този ден се провежда тържествено шествие по улиците на града със статуята на светицата. След шествието се провежда колоритен фестивал. Също има поклоническа традиция, посветена на света Розалия – да се извърши поклонение бос от Палермо до санктуария на бившата пещера в Монте Пелегрино (името на планината се превежда като „Планината на поклонниците“).